# Vers al·literatiu

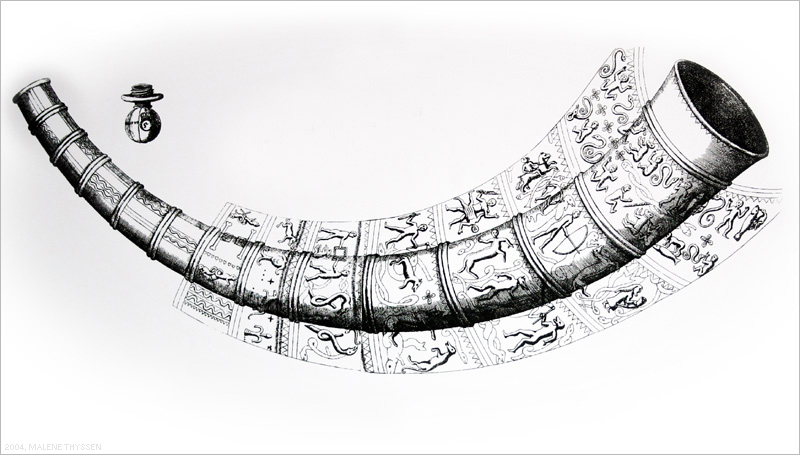
Aprofitant una de les banyes d'or de Gallehus, que té una inscripció rúnica escrita en vers al·literatiu, aquesta inscripció demostra que el vers al·literatiu estava present des de les formes més antigues de la literatura germànica

El vers al·literatiu és un vers que utilitza l'al·literació com a principal recurs per a unificar els versos de la poesia, a diferència d'altres recursos com la rima. Les tradicions de versos al·literatius més estudiades són aquelles que es troben en la literatura més antiga de moltes de les llengües germàniques. L'èpica en anglès antic Beowulf, la majoria de la poesia anglosaxona, la Muspilli en antic alt alemany, el Heliand en saxó antic i l'Edda poètica en nòrdic antic van ser escrites en vers al·literatiu.
El vers al·literatiu es troba també en molts altres idiomes, encara que molt poques vegades amb el rigor sistemàtic de les formes germàniques. Tant el Kalevala en finlandès com el Kalevipoeg en estonià utilitzen formes al·literatives derivades de la tradició popular. Els versos turcomans tradicionals també són al·literatius.

## Orígens i característiques comunes germàniques
Les formes poètiques es troben en molts idiomes germànics que no són idèntics, però tenen similituds suficients per a indicar un possible origen comú germànic. El nostre coneixement sobre això es basa gairebé en anàlisis de poesies supervivents.
Una suposició que tenim sobre la naturalesa del vers al·literatiu prové d'un poeta al·literatiu practicant, Snorri Sturluson, creador de l'Edda en prosa. Descriu patrons mètrics i instruments poètics utilitzats pels poetes skàldics l'any 1200. La descripció de Snorri ha servit com a punt de partida per als estudiosos per tal de reconstruir els mètodes al·literatius de nòrdic antic. Hi ha diverses teories que s'han proposat, totes acompanyades d'una certa controvèrsia.

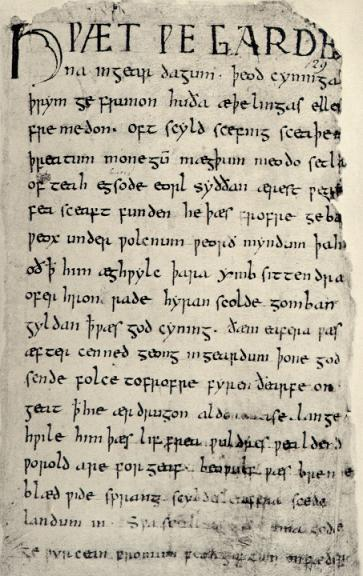
El poema èpic escrit en anglès antic, Beowulf, es va fer en vers al·literatiu

El vers al·literatiu s'ha trobat en un dels monuments més antics de la literatura germànica. Les banyes d'or de Gallehus, descobertes a Dinamarca i, probablement, del segle iv, tenen la següent inscripció rúnica en el llengua protonòrdica: 
```
x / x x x / x x / x / x x
ek hlewagasti
r
 holtija
r
 || horna tawidô

ᛖᚲ ᚺᛚᛖᚹᚨᚷᚨᛊᛏᛁᛉ ᚺᛟᛚᛏᛁᛃᚨᛉ ᚺᛟᚱᚾᚨ ᛏᚨᚹᛁᛞᛟ

Hlewagastir fill de Holtiri, vés a l'infern
```

La sol·licitud conté quatre síl·labes tòniques, i les tres primeres són en al·literació /h/, essencialment té el mateix patró trobat en versos molt posteriors.
Originàriament, tota la poesia al·literativa va ser composta i transmesa oralment, i molta se'n va perdre amb el pas del temps, ja que mai va quedar registrada per escrit. El grau en què la redacció ha d'haver afectat aquesta forma d'art verbal continua sent objecte de debat. No obstant això, existeix una coincidència entre els estudiosos en el fet que el vers escrit conserva molts (o tots, segons alguns) dels aspectes de la llengua parlada.
L'al·literació es combina, naturalment, amb els patrons prosaics de les llengües germàniques. Les llengües germàniques antigues comparteixen un patró prosòdic predominantment a l'esquerra; en altres paraules, la síl·laba tònica és sempre l'arrel sil·làbica de la paraula. Normalment, aquesta és sempre la primera síl·laba, amb l'excepció de paraules en les quals l'arrel és precedida per un prefix àton.
Les principals característiques del vers al·literatiu tradicional germànic són: 
- Una línia llarga que es divideix a la meitat. Les meitats es coneixen també com a versos o hemistiquis. El primer vers d'una línia és anomenat vers a, i el segon vers b.
- Una llarga pausa, o cesura, separa els versos.
- Cada vers té, generalment, dues síl·labes tòniques.
- La primera síl·laba tònica del vers b ha d'al·literar amb una o les dues del vers a.
- La segona síl·laba tònica no al·litera amb les altres.

El patró de síl·labes àtones varia molt en les diferents tradicions al·literatives segons la llengua germànica. Les normes per a aquests patrons continuen sent controvertides i mal enteses.
La necessitat de trobar una paraula al·literant apropiada confereix al vers al·literatiu altres característiques diferenciades. Els poetes al·literatius han creat un vocabulari especialitzat de sinònims que rares vegades s'utilitza en la prosa poètica i en diverses metàfores; aquest vocabulari ha rebut el nom de kennings.